# 東急バラエティストア
東急バラエティストア（とうきゅうバラエティストア）はかつて存在した東急百貨店系のGMSスーパーマーケットチェーン。
東京急行電鉄による多摩田園都市開発の流通分野の中核を担っていた。店舗商標としては、2007年（平成19年）2月に株式会社東急百貨店が東急バラエティストア市が尾店の営業権を株式会社東急ストアへ譲渡して市が尾東急ストアへ店名変更して消滅した。
企業名としては、1976年（昭和51年）12月に株式会社東急フードセンターが株式会社東急バラエティストアに社名変更してから使用され、1985年（昭和60年）12月に株式会社たまプラーザ東急百貨店が株式会社東急バラエティストアを合併して株式会社西南東急百貨店に商号変更したことにより消滅した。
ここでは、かつて同一法人が運営していた東急百貨店の西南地区（多摩田園都市）店舗についても記述する。

## 沿革

### 東急バラエティストア設立前
- 1966年（昭和41年）
  - 6月 - 株式会社フードマート設立（資本金100万円）。
  - 7月 - 東光フードマート青葉台店開業。
- 1967年（昭和42年）
  - 5月 - 株式会社ホームマート設立（資本金100万円）。
  - 7月 - 藤が丘ショッピングセンター、青葉台ショッピングセンター開業。
- 1969年（昭和44年）5月 - フードマート市が尾店、ホームマート市が尾店開業。
- 1971年（昭和46年）6月 - 株式会社フードマートが株式会社ホームマート、株式会社東横のれん街を合併。
- 1972年（昭和47年）10月 - 株式会社フードマートを株式会社東急フードセンターに社名変更。
- 1976年（昭和51年）12月 - 株式会社東急フードセンターが株式会社東急バラエティストアに社名変更。

### 東急バラエティストア設立後
- 1978年（昭和53年）
  - 4月 - 東急バラエティストア藤が丘店開業。
  - 11月 - 東急バラエティストア宮前平店開業。
  - 11月 - 東急バラエティストアしらとり台店開業。
- 1980年（昭和55年）4月 - 東急バラエティストア市が尾店新店舗開業。
- 1982年（昭和57年）10月 - 株式会社たまプラーザ東急百貨店が、たまプラーザ東急百貨店、たまプラーザ東急SC.開業。
- 1985年（昭和60年）12月 - 株式会社たまプラーザ東急百貨店が株式会社東急バラエティストアを合併し、株式会社西南東急百貨店に商号変更。
- 1986年（昭和61年）11月 - 東急バラエティストア荏田西店開業。
- 1992年（平成4年）4月 - 西南開発株式会社が青葉台リクレ開業。
- 1993年（平成5年）4月 - 株式会社西南東急百貨店が青葉台東急百貨店開業。
- 1995年（平成7年）11月 - 株式会社日吉東急百貨店が日吉東急百貨店開業。
- 1997年（平成9年）11月 - たまプラーザ東急SC.を東急マーチャンダイジングアンドマネージメント（現・東急モールズデベロップメント）へ委託。
- 1998年（平成10年）4月 - 株式会社港北東急百貨店が港北東急百貨店、東急商業開発（現・東急モールズデベロップメント）が港北東急百貨店SC（現・港北 TOKYU S.C.）開業。
- 2000年（平成12年）6月 - 株式会社西南東急百貨店が、株式会社日吉東急百貨店・株式会社港北東急百貨店を合併し株式会社あおば東急百貨店に商号変更。
- 2004年（平成16年）2月 - 株式会社東急百貨店が、株式会社あおば東急百貨店を吸収合併。
- 2007年（平成19年）2月 - 株式会社東急百貨店が、「東急バラエティストア市が尾店」の営業権を株式会社東急ストアへ譲渡し[1]、総合スーパー事業から撤退。同店は「市が尾東急ストア」として営業を開始[1]。

## 店舗

### かつて存在した、東急バラエティストアの店舗
- 宮前平店
- 江田店
- 荏田西店
- 市が尾店（東急ストアへの営業譲渡時点で唯一営業していた。2007年（平成19年）2月22日に市が尾東急ストアとして開店[1]。）
- 藤が丘店（現在はT-BOXとなりハックドラッグ藤が丘駅前店、ダイソーT-BOX横浜藤が丘店が入居している）
- しらとり台店（店舗跡は、つるかめランド青葉台店→マックスバリュエクスプレス横浜青葉台店となり、2016年3月31日閉店。現在はライフ 青葉しらとり台店）
- 日吉店
- 青葉台店（青葉台リクレ開店時に青葉台アネックスへ転換、現・青葉台東急スクエア North 2/3/4）

### かつて同一法人が運営していた百貨店
かつて東急百貨店は西南地区の百貨店を関連会社にて出店・運営していたが、「顧客・商品・販売促進戦略の一元化と規模拡大による取引先との関係強化や後方部門を効率化する」の名目のもと、2004年にあおば東急百貨店を吸収合併した。
- たまプラーザ東急百貨店（現・東急百貨店たまプラーザ店）
- 青葉台東急百貨店（現・青葉台東急スクエア）
- 日吉東急百貨店（現・日吉東急avenue）
- 港北東急百貨店（現・港北東急）

## かつて存在していた関連会社
- 西南開発 - 駅ビル「青葉台リクレ」を運営
- 東急ジョイガーデン（現:株式会社東急グルメフロント）
  - ファミリーレストラン「ジョイガーデン」、ケンタッキーフライドチキン（FC店舗）、ミスタードーナツ（FC店舗）を運営
- フードサービス - 関連商業施設にて飲食店を運営。
  - 東急フーズのレストラン事業部 → レストランモンテローザ（現:シダックスレストランマネジメント）と関係が深い。